# Кебца
Кебца (устар. Копца) — река в России, протекает по Псковской области. Устье реки находится в 28 км по левому берегу реки Кеби. Длина реки — 36 км, площадь водосборного бассейна — 155 км².

## Данные водного реестра
По данным государственного водного реестра России относится к Балтийскому бассейновому округу, водохозяйственный участок реки — Великая. Относится к речному бассейну реки Нарва (российская часть бассейна).
Код объекта в государственном водном реестре — 01030000212102000029430.